# Arginbaatar
Arginbaatar is een geslacht van uitgestorven zoogdieren uit het Vroeg-Krijt van Mongolië. Het was een lid van de orde Multituberculata. Het behoort tot de familie Arginbaataridae (Hahn & Hahn 1983). Het geslacht Arginbaatar werd benoemd in 1980 door B.A. Trofimov. 'Argin' verwijst naar de rivier de Argin-gol, Aryaykher aymak, Gobi-woestijn, Mongolië, in de buurt van waar de fossielen werden gevonden. Baatar is Mongools voor 'held' of 'krijger'.
De typesoort Arginbaatar dmitrievae werd ook benoemd door Trofimov. De soortaanduiding eert Evelina Dmitrieva. De fossiele overblijfselen dateren uit het Aptien of Albien (Vroeg-Krijt) van Mongolië. Het holotype is PIN 31011/49, een gebroken rechteronderkaak.
Dit geslacht is het enige bekende lid van zijn familie, die dus monotypisch is. Sommige kenmerken zijn Plagiaulacida-achtig, terwijl andere meer verwant zijn aan de verder afgeleide onderorde Cimolodonta. Waar het precies in past, is niet duidelijk. Deze familie vertoont een mengsel van plagiaulacide en cimolodontide kenmerken (Kielan-Jaworowska & Hurum, 2001, p. 415).